# Joldelund
Joldelund (północnofryz. Jåålönj, duń. Hjoldelund) – gmina w Niemczech w kraju związkowym Szlezwik-Holsztyn, w powiecie Nordfriesland, wchodzi w skład urzędu Mittleres Nordfriesland.